# 한국의 곡옥

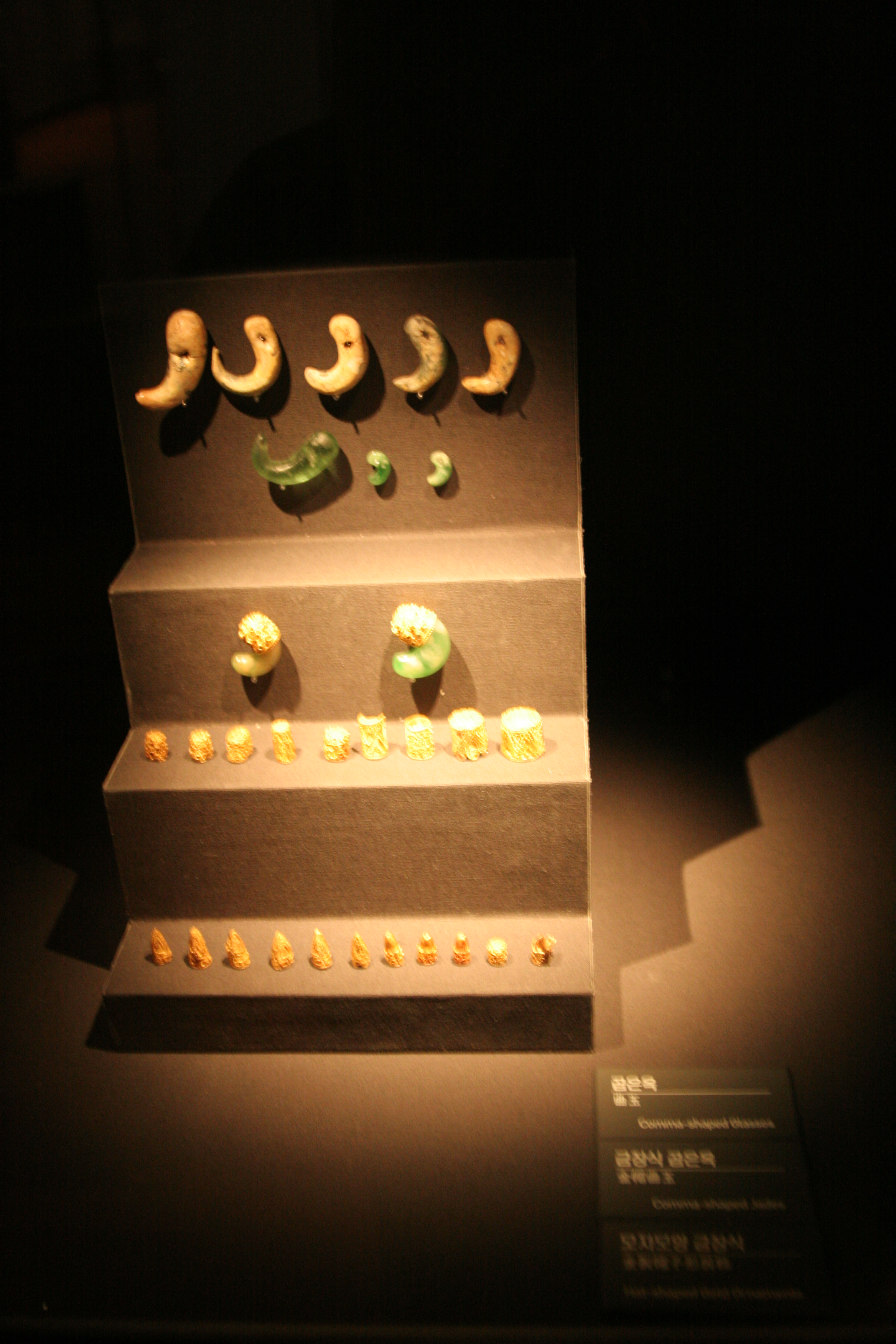

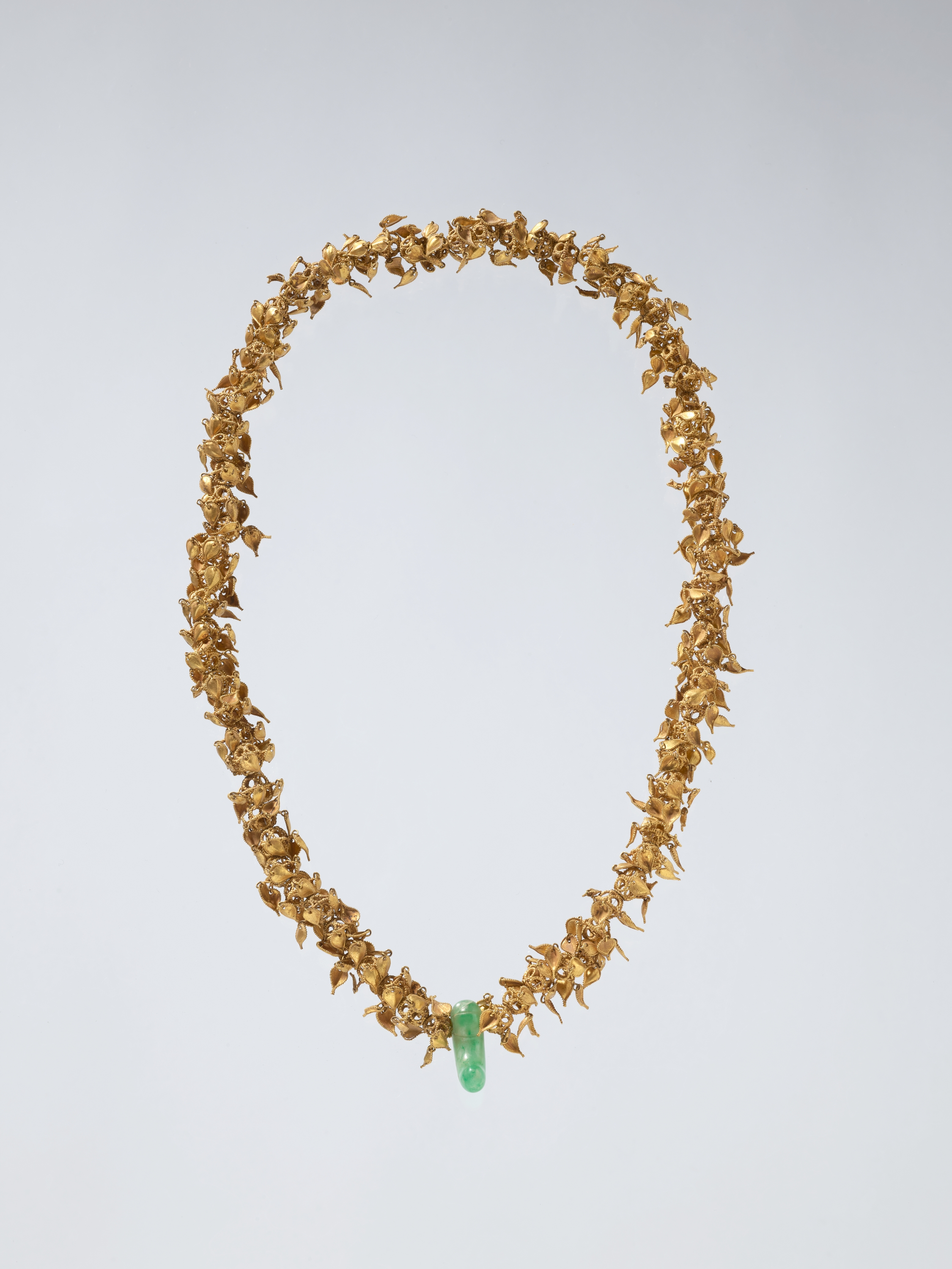

곡옥(曲玉)은 민무늬토기 시대 중기(기원전 1500~300년)부터 삼국시대(기원전 57년~서기 668년)까지 등장한 쉼표 모양이나 곡선 형태의 구슬 및 보석이다. 곡옥은 주로 귀족이나 왕족의 무덤에서 발견되는 경우가 많았기 때문에 학자들은 지도자의 위신의 상징이었을 것이라고 추정한다.

## 같이 보기
- 마가타마